# ستيفان أوونا
أوبينا استيفان (بالفرنسية: Stéphane Owona)‏ لاعب كرة قدم إفواري، لعب مع الكرامة الحمصي وتم بعد موسم إنهاء عقده مع النادي.